# Motorola ROKR E1
Motorola ROKR E1 — мобильный телефон фирмы Motorola. Выпущен в 2005 году.
Является усовершенствованным аналогом одного из самых известных аппаратов компании — Motorola E398. Открывает новую линейку музыкальных телефонов Motorola — ROKR. В отличие от своего брата-близнеца (Motorola E398) имеет дополнительную клавишу для вызова музыкального плеера, основным отличием которой является поддержка сервиса iTunes и наличие программы-плеера для загруженных оттуда композиций.
| Общие характеристики                 | Общие характеристики |
| ------------------------------------ | --- |
| Диапазоны частот                     | GSM 850/900/1800/1900 |
| Тип корпуса                          | классический |
| Конструкция                          | джойстик |
| Антенна                              | встроенная |
| Вес                                  | 107 г |
| Размеры                              | 108x45x19 мм |
| Звонки                               | |
| Тип мелодий                          | 24-голосная полифония, MP3-мелодии (до 192 кбит/с) |
| Число мелодий                        | 32 |
| Виброзвонок                          | есть |
| Редактор мелодий                     | есть |
| Связь                                | |
| Интерфейсы                           | USB, Bluetooth |
| Доступ в интернет                    | WAP 2.0, GPRS, POP/SMTP-клиент |
| Модем                                | есть |
| Синхронизация с компьютером          | есть |
| Сообщения                            | |
| Дополнительные функции SMS           | ввод текста со словарём, шаблоны сообщений |
| MMS                                  | есть |
| EMS                                  | есть |
| Другие функции                       | |
| Громкая связь(встроенный динамик)    | есть |
| Управление                           | голосовой набор, голосовое управление |
| Автодозвон                           | есть |
| Звуковая индикация времени разговора | есть |
| Режимы кодирования звука HR, FR, EFR | есть |
| Экран                                | |
| Тип экрана                           | цветной TFT экран, 262 144 цвета |
| Размер изображения                   | число строк — 7, 176x220 пикс. |
| Русификация                          | есть |
| Индикация                            | стоимости разговора, времени разговора |
| Мультимедийные возможности           | |
| Встроенная фотокамера                | 640x480 (0,30 млн пикс.), цифровой Zoom 4x, встроенная вспышка |
| Запись видеороликов                  | есть |
| Игры                                 | есть |
| Java-приложения                      | есть |
| Объём встроенной памяти              | 11 Мб (пользователю доступно 5 Мб) |
| Тип карты памяти                     | microSD/TransFlash (объёмом до 2 гб) |
| Питание                              | |
| Тип аккумулятора                     | Li-Ion |
| Ёмкость аккумулятора                 | 830 мАч |
| Время разговора                      | 3:30 ч: мин |
| Время ожидания                       | 80:00 ч: мин |
| Время заряда                         | 2:30 ч: мин |
| Записная книжка и органайзер         | |
| Записная книжка в аппарате           | 1000 номеров |
| Органайзер                           | будильник, калькулятор, планировщик задач |
| Дополнительная информация            | |
| Комплектация                         | телефон, аккумулятор, зарядное устройство, Съемная карта пямяти MicroSD/TransFlash 512 МБ, пластиковый SD адаптер для карты памяти, USB-CE Bus кабель, два диска ПО, проводная стереогранитура, инструкция |
| Особенности                          | iTunes, два стерео динамика, ритмическая подсветка стерео динамиков |

## Похожие модели
- Motorola E398
- Sony Ericsson W800i